# Naoshi Arakawa
Naoshi Arakawa (新川 直司?, Arakawa Naoshi; ...) è un fumettista giapponese noto per aver creato, tra gli altri, i manga Sayonara Football, Sayonara Watashi no Cramer e Bugie d'aprile, vincendo con quest'ultimo, nel 2013, il 37º premio annuale del Premio Kodansha per i manga per la sezione shōnen.

## Opere
- Tsumetai kōsha no toki wa tomaru (2007-2009)
- Sayonara, football (2009-2010)
- Bugie d'aprile (2011-2015)
- Sayonara watashi no kuramā (2016-2020)
- Atwight game (2022-2023)